# Fascismul în România
Fascismul în România s-a declanșat la o scurtă vreme după Italia lui Mussolini (în anul 1929 sau, mai corect, fascismul a apărut în Italia încă din 1919, cu Alceste De Ambris și liderul mișcării futuriste Filippo Tommaso Marinetti, care au lansat „Manifestul fasciilor italiene de luptă”) și Germania Hitleristă (1933). 
Începând cu Partidul Național Creștin (la 14 iulie 1935) și până la arestarea Conducătorului Ion Antonescu la 23 August 1944 s-au perindat prin România o serie de partide politice fasciste mai mari și mai mici, precum:
Liga Apărării Național-Creștine, Partidul Național Creștin, Partidul Naționalist-Democrat,  Frontul Românesc, Liga Vlad Țepeș, Cruciada Românismului, Mișcarea Națională Fascistă, Mișcarea Națională Fascistă Italo-Română, Fascia Națională Română, Partidul Național-Socialist din România, Partidul Național Agrar și, cu o deosebită amploare, Mișcarea Legionară / Garda de Fier / Totul pentru Țară.

## Partidul Național Creștin
Partidul Național Creștin a fost creat la Iași prin fuziunea, la 14 iulie 1935, a Ligii Apărării Național Creștine (A.C.Cuza) și Partidului Național Agrar (Octavian Goga). Președinte suprem a fost A.C.Cuza, iar președinte Octavian Goga.
Partidul Național Creștin a fost fondat în anul 1935, având o orientare fascistă și foarte antisemită. În urma alegerilor din 1937, Octavian Goga a devenit prim-ministru pe data de 28 decembrie a acelui an și a fost demis după 44 de zile, pe 10 februarie 1938. În acest scurt timp, statul român a încălcat aranjamentele internaționale, stricându-și relațiile cu majoritatea țărilor, dar apropiindu-se de Germania nazistă și Italia fascistă. 
Guvernul Goga-Cuza era divizat între simpatizanți germani (A. C. Cuza, Istrate Micescu, Ion Gigurtu și Eugen Savu) și simpatizanți occidentali (Armand Călinescu și, la vremea respectivă,  Ion Antonescu). Deoarece partidul (PNC) obținuse la alegeri doar 9% din voturi, guvernul a dizolvat parlamentul. Octavian Goga, apropiat al lui Adolf Hitler, a fost în acea perioadă cel mai cunoscut român din Germania..

Steagul Partidului Național Creștin
Logo-ul Partidului Național Creștin]
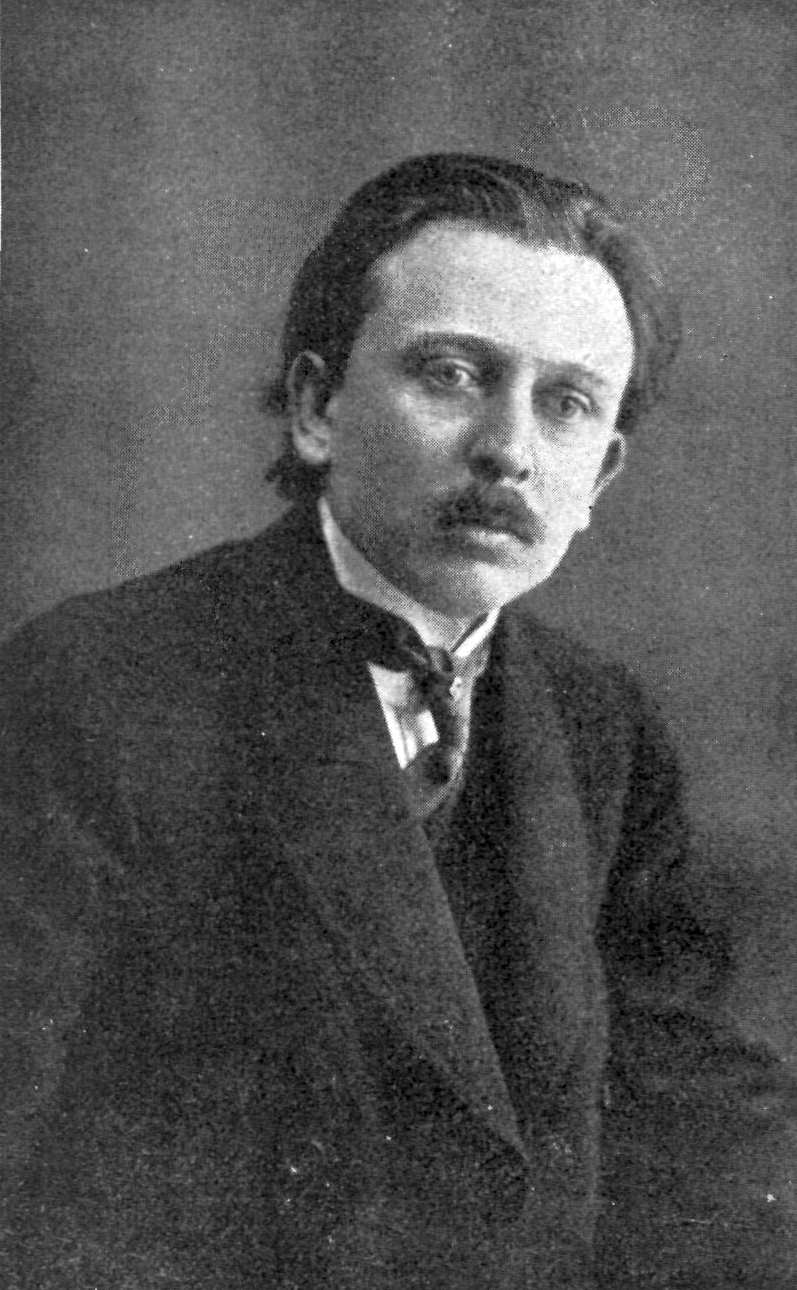
Octavian Goga
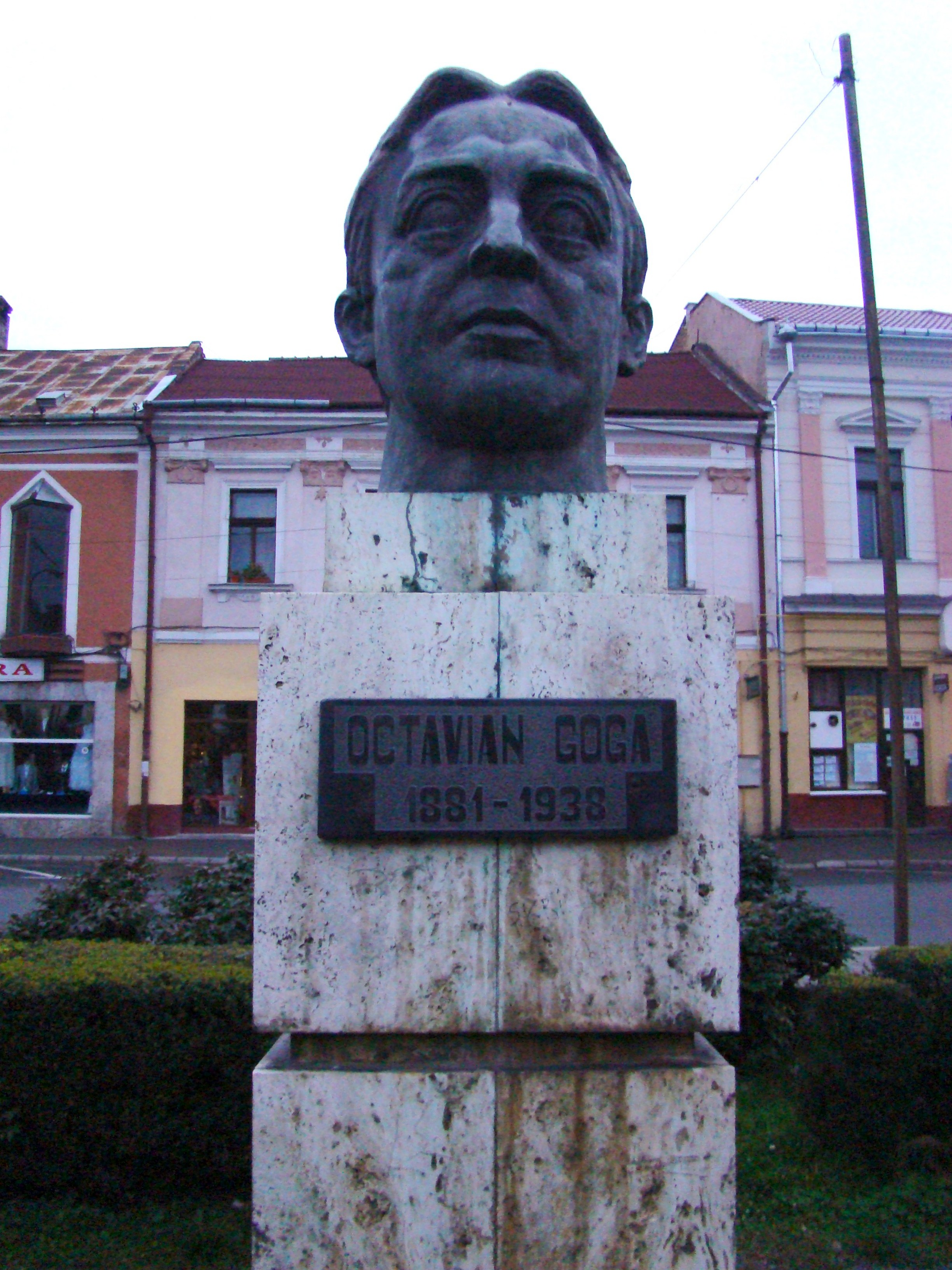
Bustul lui Octavian Goga în Sighetu Marmației
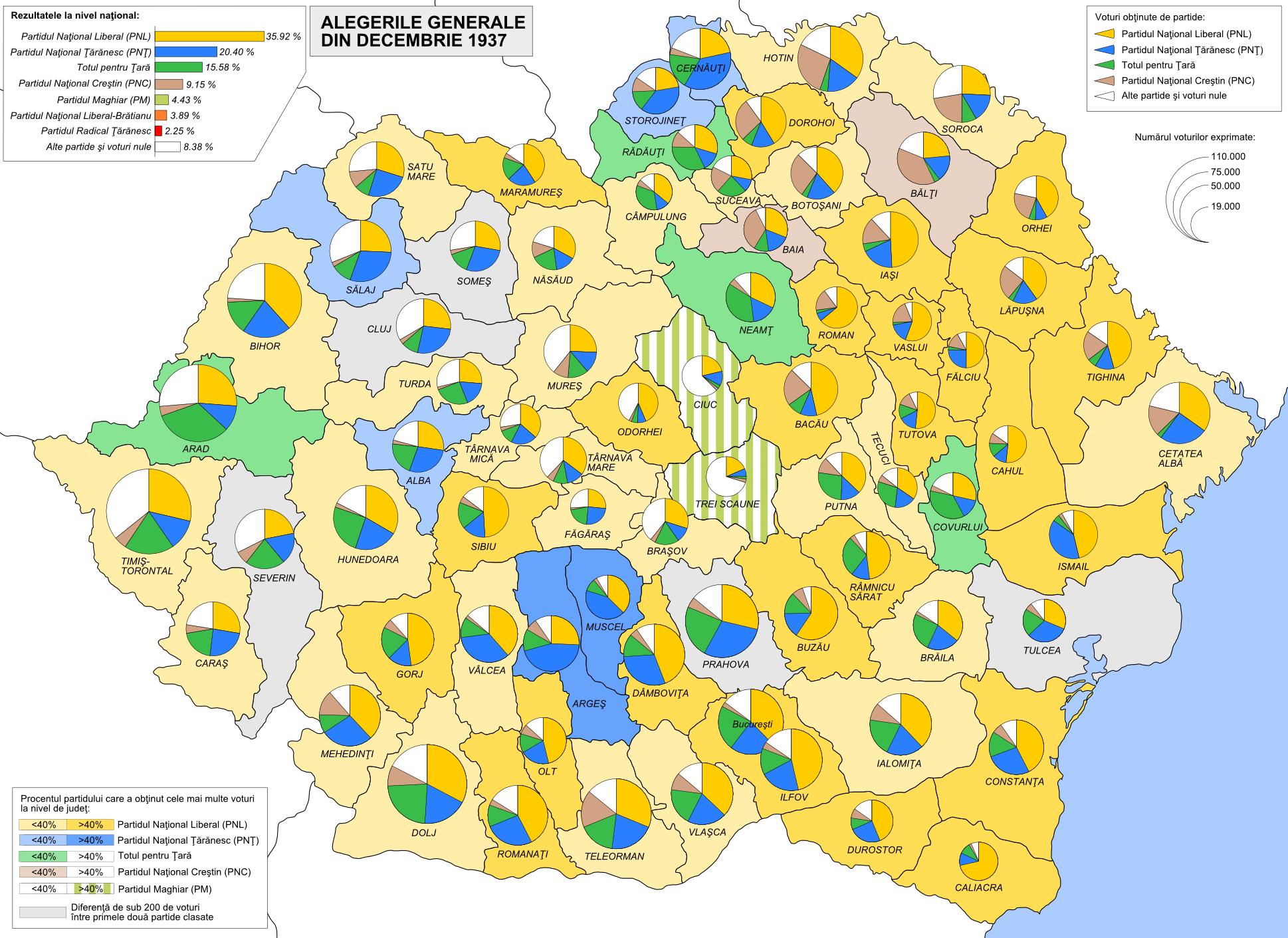
Rezultatele alegerilor din 1937

### Antisemitismul
Istoria României menționează Guvernul Octavian Goga pentru antisemitismul extremist. Deși a condus țara puțin timp, acest guvern a adoptat o varietate de măsuri antisemite, care au dus la prăbușirea economică a României. Evreilor le-au fost închise afacerile, li s-a luat dreptul de a mai depune bani în bănci, de a intra în restaurante, de a avea un loc de muncă, interzicerea ziarelor evreiești și multe altele, culminând cu retragerea cetățeniei române la o treime din populația evreiască locală. România a fost a doua țară din lume care a luat această măsură după Germania, motiv pentru care Octavian Goga și partidul lui au fost considerați mai naziști decât nemții. Regele Carol al II-lea, pentru a ieși din impas, a demis guvernul Goga și a instaurat dictatura regală. 
Deși guvernul Goga-Cuza a fost eliminat, antisemitismul „gogacuzist” a a fost preluat de către guvernle următoare. Patriarhul Miron Cristea, prim-ministru între 10 februarie 1938 și 6 martie 1939 (dată la care a murit) a continuat retragerea cetățeniei române la o treime din populația evreiască. Evreii erau atacați și maltratați pe stradă zilnic, de civili, de legionari, cât și de lăncieri (organizația paramilitară „gogacuzistă”).
Actualmente, Octavian Goga a fost reabilitat în România, fiind considerat unul dintre poeții naționali ai țării. Numeroase școli, străzi și biblioteci sunt numite după el, iar cariera sa politică a fost dată uitării.